# دی‌اوتی ال‌تی
دی‌اوتی ال‌تی (به انگلیسی: DOT LT) یک شرکت هواپیمایی با کد یاتا R6 است که در تاریخ ۲۰۰۳ میلادی تأسیس شده است.
دفتر مرکزی دی‌اوتی ال‌تی در لیتوانی واقع شده‌است و به ۳ مقصد، پرواز مستقیم انجام می‌دهد.